# Бейдер, Райан
Райан Дуэйн Бейдер (англ. Ryan DuWayne Bader, род. 7 июня 1983 года, Рино, штат Невада, США) — американский боец смешанных боевых искусств.
В настоящее время выступает в Bellator, где он является действующим чемпионом в тяжёлом весе, которая является самой длинной среди всех чемпионов Bellator. Он также является бывшим чемпионом в полутяжёлом весе и победителем турнира Bellator Heavyweight World Grand Prix 2018 года. На Bellator 214 Бейдер стал первым бойцом в истории Bellator, который стал чемпионом в двух весовых категориях одновременно. До подписания контракта с Bellator Бейдер выступал Ultimate Fighting Championship (UFC) в полутяжёлом весе, а также был участником и победителем The Ultimate Fighter: Ногейра vs. Мир.

## Детство и юность
Райан Бейдер родился в городе Рино, штат Невада, США. В смешанные единоборства пришёл после довольно успешной карьеры в любительских соревнованиях по борьбе. Он учился в Robert McQueen High School, где выиграл два чемпионата штата по борьбе и занял 4-е место в стране. Далее, будучи студентом Университета штата Аризона, занимался борьбой вместе с будущими бойцами UFC Кейном Веласкесом и Си Би Доллауэем.

## Смешанные единоборства

### Ранняя карьера
Его карьера началась с похода по различным промоушенам, в которых Бейдер выступал в период с 2007 по конец 2008 года. В течение двух лет он набил рекорд из семи побед, ни разу при этом не проиграв. Более того, все победы были досрочными.

### Ultimate Fighting Championship

#### The Ultimate Fighter
Карьера Бейдера в UFC началась с участия в восьмом сезоне шоу The Ultimate Fighter, в котором он попал в команду к Антониу Родригу Ногейре. Бейдер вышел в финал выиграв на шоу три поединка. На The Ultimate Fighter 8 Finale он встретится со вторым финалистом Винни Магальяйнсом.
Бейдер одержал победу над Магальяйнсом нокаутом в первом раунде и стал победителем восьмого сезона The Ultimate Fighter, подписал контракт с UFC на шесть боёв.

#### Дальнейшая карьера в UFC
Бейдер начал свою карьеру в UFC с пяти побед подряд. Помимо победы в финале The Ultimate Fighter, он одолел Кармело Марреро, Эрика Шафера, Кита Жардина и Ногейра, Антониу Рожериу.
5 февраля 2011 года на UFC 126 Бейдер дрался с Джоном Джонсом. Бой продлился до второго раунда, Джонс победил, проведя гильотину. Это стало первым поражением Бейдера в карьере.
В следующем бою Бейдер получил второе поражение подряд, на этот раз на UFC 132 в первом раунде от Тито Ортиса, который, как и Джонс, применил гильотину.
В следующих двух боях Бейдер победил — были повержены Джейсон Брилз и Куинтон Джексон.
4 августа 2012 Бейдер проиграл Лиото Мачиде на UFC on Fox: Shogun vs Vera нокаутом во втором раунде.
После поражения от Гловера Тейшейры на UFC Fight Night: Teixeira vs Bader Бейдер начал победную серию: Энтони Перош, Рафаэл Кавалканти, Овинс Сен-Прё, Фил Дэвис и Рашад Эванс — пять побед подряд. Все — по решению судей.
30 января 2016 года победная серия прервалась. Бейдер дрался с бывшим претендентом на титул чемпиона UFC в полутяжёлом весе Энтони Джонсоном. Бой продлился полторы минуты, соперник нокаутировал Бейдера в партере.
26 января 2019 года Райан Бейдер в финале гран-при Bellator отправил в нокаут Фёдора Емельяненко на 35-й секунде боя. И выиграл сразу два чемпионских пояса: пояс чемпиона — победителя Гран-при Bellator и пояс чемпиона мира в тяжёлом весе.

## Титулы и достижения

### Смешанные единоборства
- Bellator MMA
  - Чемпион Bellator в тяжёлом весе (Один раз, действующий)
  - Чемпион Bellator в полутяжёлом весе (Один раз)
  - Одна успешная защита титула в полутяжёлом весе
  - Победитель гран-при Bellator MMA в тяжёлом весе
  - Первый чемпион Bellator, который владеет двумя поясами одновременно
- Ultimate Fighting Championship
  - Победитель восьмого сезона The Ultimate Fighter в полутяжёлом весе.
  - Обладатель премии «Лучший удушающий приём вечера» (один раз) против Владимира Матюшенко
  - Обладатель премии «Выступление вечера» (один раз) против Илира Латифи

### Студенческая борьба
- National Collegiate Athletic Association
  - NCAA Division I All-American out of Arizona State University (2004), (2006)[2]
  - NCAA Division I 197 lb — 4th place out of Arizona State University (2004)[3]
  - NCAA Division I 197 lb — 7th place out of Arizona State University (2006)[3]
  - Pac-10 Conference Championship out of Arizona State University (2003), (2004), (2006)[2]

## Статистика MMA
| Боёв 40         | Побед 31 | Поражений 8 |
| --------------- | -------- | ----------- |
| Нокаутом        | 13       | 6           |
| Сдачей          | 3        | 2           |
| Решением        | 15       | 0           |
| Не состоявшихся | 1        | 1           |

| Результат    | Рекорд   | Соперник                | Способ                                      | Турнир                                                 | Дата             | Раунд | Время | Место                         | Примечание                                                                                         |
| ------------ | -------- | ----------------------- | ------------------------------------------- | ------------------------------------------------------ | ---------------- | ----- | ----- | ----------------------------- | -------------------------------------------------------------------------------------------------- |
| Поражение    | 31–8 (1) | Ренан Феррейра          | TKO (удары)                                 | PFL vs Bellator                                        | 24 февраля 2024  | 1     | 0:21  | Эр-Рияд, Саудовская Аравия    | Бой за супер титул PFL vs Bellator в тяжёлом весе                                                  |
| Победа       | 31-7 (1) | Фёдор Емельяненко       | ТКО (удары)                                 | Bellator 290                                           | 4 февраля 2023   | 1     | 2:30  | Инглвуд, Лос-Анджелес, США    | Защитил титул чемпиона Bellator в тяжёлом весе.                                                    |
| Победа       | 30–7 (1) | Чейк Конго              | Единогласное решение                        | Bellator 280                                           | 6 мая 2022       | 5     | 5:00  | Париж, Франция                | Защитил титул чемпиона Bellator в тяжёлом весе.                                                    |
| Победа       | 29-7 (1) | Валентин Молдавский     | Единогласное решение                        | Bellator 273                                           | 29 января 2022   | 5     | 5:00  | Аризона, США                  | Защитил титул чемпиона Bellator в тяжёлом весе.                                                    |
| Поражение    | 28-7 (1) | Кори Андерсон           | Техническим нокаутом (удары)                | Bellator 268 - Nemkov vs. Anglickas                    | 16 октября 2021  | 1     | 0:51  | Аризона, США                  | |
| Победа       | 28-6 (1) | Лиото Мачида            | Единогласное решение                        | Bellator 256                                           | 9 апреля 2021    | 5     | 5:00  | Анкасвилл, США                | Четвертьфинал гран-при полутяжеловесов Bellator.                                                   |
| Поражение    | 27–6 (1) | Вадим Немков            | Технический нокаут (удар ногой и добивание) | Bellator 244                                           | 21 августа 2020  | 2     | 3:02  | Анкасвилл, США                | Утратил титул чемпиона Bellator в полутяжёлом весе.                                                |
| Не состоялся | 27-5 (1) | Чейк Конго              | Не состоявшийся (случайный тычок в глаз)    | Bellator 226                                           | 7 сентября 2019  | 1     | 3:52  | Сан-Хосе, США                 | Бой за титул чемпиона Bellator в тяжёлом весе.                                                     |
| Победа       | 27-5     | Фёдор Емельяненко       | Нокаут (удары)                              | Bellator 214                                           | 26 января 2019   | 1     | 0:35  | Инглвуд, Лос-Анджелес, США    | Финал гран-при Bellator в тяжёлом весе. Завоевал вакантный титул чемпиона Bellator в тяжёлом весе. |
| Победа       | 26-5     | Мэтт Митрион            | Единогласное решение                        | Bellator 207                                           | 12 октября 2018  | 3     | 5:00  | Анкасвилл, США                | Полуфинал гран-при Bellator в тяжёлом весе.                                                        |
| Победа       | 25-5     | Мухаммед Лаваль         | KO (удары руками)                           | Bellator 199                                           | 12 мая 2018      | 1     | 0:15  | Сан-Хосе, США                 | Четвертьфинал гран-при Bellator в тяжёлом весе.                                                    |
| Победа       | 24-5     | Линтон Васселл          | KO (удары руками)                           | Bellator 186                                           | 3 ноября 2017    | 2     | 3:58  | Юниверсити-Парк, США          | Защитил титул чемпиона Bellator в полутяжёлом весе.                                                |
| Победа       | 23-5     | Фил Дэвис               | Решением (раздельным)                       | Bellator 180                                           | июня 24, 2017    | 5     | 5:00  | Нью-Йорк, США                 | Дебют в Bellator. Выиграл титул чемпиона Bellator в полутяжёлом весе.                              |
| Победа       | 22-5     | Антониу Рожериу Ногейра | Технический нокаут (удары)                  | UFC Fight Night: Bader vs. Nogueira 2                  | 19 ноября 2016   | 3     | 3:51  | Сан-Паулу, Бразилия           | |
| Победа       | 21-5     | Илир Латифи             | Нокаут (удар коленом)                       | UFC Fight Night: Arlovski vs. Barnett                  | 3 сентября 2016  | 2     | 2:06  | Гамбург, Германия             | «Выступление вечера»                                                                               |
| Поражение    | 20-5     | Энтони Джонсон          | Нокаут (удары)                              | UFC on Fox: Johnson vs. Bader                          | 30 января 2016   | 1     | 1:26  | Ньюарк, Нью-Джерси, США       | |
| Победа       | 20-4     | Рашад Эванс             | Единогласное решение                        | UFC 192                                                | 3 октября 2015   | 3     | 5:00  | Хьюстон, Техас, США           | |
| Победа       | 19-4     | Фил Дэвис               | Раздельное решение                          | UFC on Fox: Gustafsson vs. Johnson                     | 24 января 2015   | 3     | 5:00  | Стокгольм, Швеция             | |
| Победа       | 18-4     | Овинс Сен-Прё           | Единогласное решение                        | UFC Fight Night: Bader vs. St. Preux                   | 16 августа 2014  | 5     | 5:00  | Бангор, Мэн, США              | |
| Победа       | 17-4     | Рафаэл Кавалканти       | Единогласное решение                        | UFC 174                                                | 14 июня 2014     | 3     | 5:00  | Ванкувер, Канада              | |
| Победа       | 16-4     | Энтони Перош            | Единогласное решение                        | UFC Fight Night: Hunt vs. Bigfoot                      | 7 декабря 2013   | 3     | 5:00  | Брисбен, Австралия            | |
| Поражение    | 15-4     | Гловер Тейшейра         | Технический нокаут (удары)                  | UFC Fight Night: Teixeira vs. Bader                    | 4 сентября 2013  | 1     | 2:55  | Белу-Оризонти, Бразилия       | |
| Победа       | 15-3     | Владимир Матюшенко      | Удушающий приём (гильотина)                 | UFC on Fox: Johnson vs. Dodson                         | 26 января 2013   | 1     | 0:50  | Чикаго, Иллинойс, США         | «Удушающий приём вечера»                                                                           |
| Поражение    | 14-3     | Лиото Мачида            | Нокаут (удар)                               | UFC on Fox: Shogun vs. Vera                            | 4 августа 2012   | 2     | 1:32  | Лос-Анджелес, Калифорния, США | |
| Победа       | 14-2     | Куинтон Джексон         | Единогласное решение                        | UFC 144                                                | 26 февраля 2012  | 3     | 5:00  | Сайтама, Япония               | До 96 килограмм; Джексон не уложился в весе.                                                       |
| Победа       | 13-2     | Джейсон Брилз           | Нокаут (удар)                               | UFC 139                                                | 19 ноября 2011   | 1     | 1:17  | Лас-Вегас, Невада, США        | |
| Поражение    | 12-2     | Тито Ортис              | Удушающий приём (гильотина)                 | UFC 132                                                | 2 июля 2011      | 1     | 1:56  | Лас-Вегас, Невада, США        | |
| Поражение    | 12-1     | Джон Джонс              | Удушающий приём (гильотина)                 | UFC 126                                                | 5 февраля 2011   | 2     | 4:20  | Лас-Вегас, Невада, США        | |
| Победа       | 12-0     | Антониу Рожериу Ногейра | Единогласное решение                        | UFC 119                                                | 25 сентября 2010 | 3     | 5:00  | Индианаполис, Индиана, США    | |
| Победа       | 11-0     | Кит Джардин             | Нокаут (удар коленом и удар рукой)          | UFC 110                                                | 21 февраля 2010  | 3     | 2:10  | Сидней, Австралия             | |
| Победа       | 10-0     | Эрик Шафер              | Единогласное решение                        | UFC 104                                                | 24 октября 2009  | 3     | 5:00  | Лос-Анджелес, Калифорния, США | |
| Победа       | 9-0      | Кармело Марреро         | Единогласное решение                        | UFC Fight Night: Condit vs. Kampmann                   | 1 апреля 2009    | 3     | 5:00  | Нашвилл, Теннесси, США        | |
| Победа       | 8-0      | Винни Магальяйнс        | Технический нокаут (удары)                  | The Ultimate Fighter: Team Nogueira vs Team Mir Finale | 13 декабря 2008  | 1     | 2:18  | Лас-Вегас, Невада, США        | Стал победителем The Ultimate Fighter.                                                             |
| Победа       | 7-0      | Бакли Акоста            | Удушающий приём (треугольник через руку)    | XCC 6: Western Threat                                  | 5 апреля 2008    | 1     | 0:47  | Рино, Невада, США             | |
| Победа       | 6-0      | Бред Петерсон           | Единогласное решение                        | IFO: Fireworks in the Cage IV                          | 28 декабря 2007  | 3     | 5:00  | Лас-Вегас, Невада, США        | |
| Победа       | 5-0      | Юлиссис Кортес          | Нокаут (удары)                              | SE: Vale Tudo                                          | 27 октября 2007  | 1     | Н/И   | Мексика                       | |
| Победа       | 4-0      | Дикки Чавес             | Технический нокаут (удары)                  | KOTC: Unstoppable                                      | 15 сентября 2007 | 1     | 0:41  | Сан Карлос, Аризона, США      | |
| Победа       | 3-0      | Тим Пикок               | Технический нокаут (удары)                  | Rage in the Cage 94                                    | 9 июня 2007      | 2     | 2:50  | Камп-Верде, Аризона, США      | |
| Победа       | 2-0      | Девид Беггетт           | Удушающий приём (сзади)                     | Proving Grounds 1                                      | 12 мая 2007      | 1     | Н/И   | Острова Кайман                | |
| Победа       | 1-0      | Дейв Ковелло            | Болевой приём (удары)                       | RENO COMBATS: Iferno 2                                 | 31 марта 2007    | 1     | 2:21  | Камп-Верде, Аризона, США      | |